# Rua do Guarda-Mor
Pour les articles homonymes, voir Guarda (homonymie) et Mor (homonymie).
La Rua do Guarda-Mor est une rue de Lisbonne, au Portugal, qui appartenait jadis à la paroisse de Santos-o-Velho. Mais après la réforme administrative de Lisbonne de 2012, la rue appartient désormais à la paroisse nouvellement créée d'Estrela.

## Histoire
On trouve déjà mention de la rue « Rua do Guarda-Mor de Alfandega » dans le livre « Livro do Lançamento » publié en 1565. Bernardo Gomes de Brito la décrit comme une artère principale de Lisbonne au XVIe siècle. Avec l'avis du gouvernement civil de Lisbonne de 1859, la rue a été prolongée pour inclure la Travessa da Palha.

## Toponymie
La rue porte le nom de Manuel de Sande, Guarda-Mor da Alfandega, un noble qui habitait cette rue. Il y vécut avec sa femme et sa fille jusqu’à la date de sa mort, le 6 mars 1603.

## Bâtiments remarquables

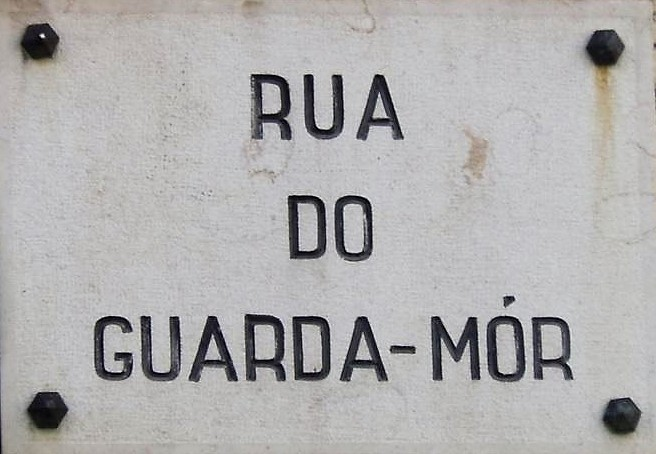
42-44 : Un ornement datant de la fin du XVIIIe siècle, composé de carreaux de faïence, orne les murs du bâtiment. L'ornement représente la figure de Nossa Senhora de Penha de França portant l'Enfant Jésus dans son bras gauche et un sceptre dans sa main droite[4].
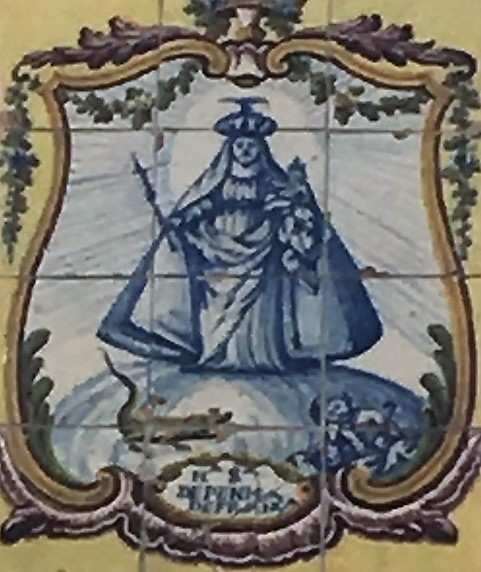
Numéro 42-44 avec son ornement d'azulejo
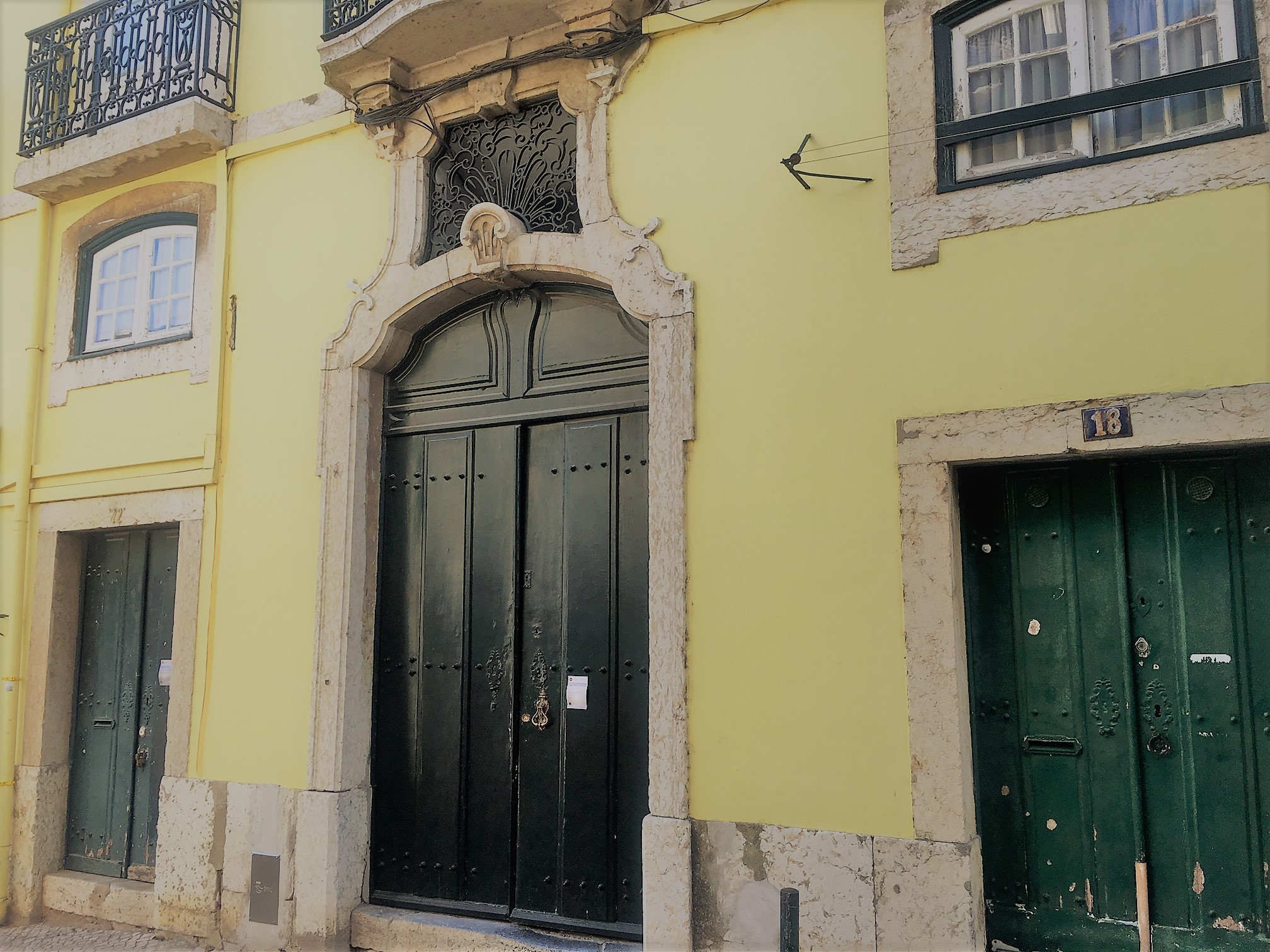
20, Rua do Guarda-Mor

- 39-43 : João de Sousa Pinto de Magalhes vécut dans ce bâtiment et y mourut le 1er mai 1863[2].
- 20 : Ce bâtiment est l'un des rares bâtiments de la région à avoir résisté au tremblement de terre de 1755. Au deuxième étage, on trouve toujours un grand ornement composé de carreaux de faïence[5].   - Plaque de la rue
  - Numéro 42-44 avec son ornement d'azulejo
  - 20, Rua do Guarda-Mor